# Chloraea castillonii
Chloraea castillonii är en orkidéart som beskrevs av Lucien Leon Hauman. Chloraea castillonii ingår i släktet Chloraea och familjen orkidéer. Inga underarter finns listade i Catalogue of Life.